# هانس بيرغن
هانس بيرغن (بالألمانية: Hans Bergen)‏ هو عسكري ألماني، ولد في 5 مارس 1890 في ميونخ في ألمانيا، وتوفي في 17 فبراير 1957 في لاندسهوت في ألمانيا.